# Verbesina macrophylla
Verbesina macrophylla là một loài thực vật có hoa trong họ Cúc. Loài này được (Cass.) S.F.Blake miêu tả khoa học đầu tiên năm 1924.